# North Highlands
North Highlands – miejscowość spisowa (obszar niemunicypalny) w Stanach Zjednoczonych, w stanie Kalifornia, w hrabstwie Sacramento.